# Jake Wetzel
Jake Wetzel, född den 26 december 1976 i Saskatoon i Kanada, är en kanadensisk roddare.
Han tog OS-guld i åtta med styrman i samband med de olympiska roddtävlingarna 2008 i Peking.